# Phyllanthus williamioides
Phyllanthus williamioides är en emblikaväxtart som beskrevs av August Heinrich Rudolf Grisebach. Phyllanthus williamioides ingår i släktet Phyllanthus och familjen emblikaväxter. Inga underarter finns listade i Catalogue of Life.